# Partícula supersimétrica mais leve
Na física de partículas, a partícula supersimétrica mais leve (LSP – Lightest Supersymmetric Particle) é um nome genérico dada à partícula hipotética mais leve descoberta nos modelos supersimétricos.
Existem diversas evidências que sugerem um componente adicional de matéria no universo, chamada de matéria escura. A partícula supersimétrica mais leve é a melhor candidata a formar a matéria escura, sendo uma partícula massiva que interage fracamente.
As partículas que compõem a matéria escura devem ser eletricamente neutras, caso contrário elas emitiriam luz; e elas também não devem possuir carga de cor.

## Partículas candidatas
Atualmente os melhores candidatos para ser a partícula supersimétrica mais leve são: o neutralino, o gravitino, ou o neutrino-s mais leve. Todas essas partículas são partículas elementares hipotéticas.